# Phylloptera lineamentis
Phylloptera lineamentis är en insektsart som först beskrevs av Vignon 1924.  Phylloptera lineamentis ingår i släktet Phylloptera och familjen vårtbitare. Inga underarter finns listade i Catalogue of Life.